# Красное (Алексеевский район)
Красное — село в Алексеевском районе (городском округе, с 2018) Белгородской области, центр Красненского сельского поселения.

## Описание
Расположено в восточной части области, в 33 км к юго — востоку от районного центра, города Алексеевки.  
| 1859 | 1897  | 2002 | 2010 |
| ---- | ----- | ---- | ---- |
| 1620 | ↗1841 | ↘926 | ↘904 |

Улицы и переулки
| - ул. Заречная - ул. Луговая - ул. Молодежная | - Заречный пер. - Молодежный пер. |

## История
Село Красное основано в первой половине XVIII века. О названии села говорит само слово - «Красное», т.е. красивое, расположенное в красивом месте.
В справочнике «Список населенных мест Воронежской губернии по сведениям 1859 года» сказано, что слобода Георгиевская (Красная) находится на реке Красной. Вполне вероятно, что населенный пункт получил название по реке (теперь высохшей), являющейся притоком Черной Калитвы, а второе наименование: Георгиевская – по сельской церкви. Такие поселения в те времена называли также «Вольницей». Первыми поселенцами Красного стали черкасы.
«...Слобода Красная с полным правом может считаться родиной промышленного выращивания аниса и кориандра (гануса и каландры)» В.В. Малина. История села Красное.

## Образование
В селе действует Муниципальное бюджетное общеобразовательное учреждение «Красненская средняя общеобразовательная школа».

### Памятники и мемориалы
Могила неизвестного солдата, погибшего в бою с фашистскими захватчиками.

## Известные люди
Сорока, Иван Николаевич (1916 — 1988) — командир дивизиона 161-го гвардейского отдельного артиллерийского полка 7-й гвардейской армии Степного фронта, гвардии капитан, Герой Советского Союза.
Малина, Владимир Васильевич (1926 — 1998) — художник, историк, краевед, учитель истории, фронтовик, отмечен боевыми наградами.